# Skiatophytum tripolium
Skiatophytum tripolium ist die einzige Art der monotypischen Pflanzengattung Skiatophytum aus der Familie der Mittagsblumengewächse (Aizoaceae).  Der botanischen Name der Gattung leitet sich von den  griechischen Worten skias für ‚Schatten‘ und phyton für ‚Pflanze‘ ab und verweist auf die schattigen Habitate, in denen die Art vorkommt.

## Beschreibung
Skiatophytum tripolium wächst als ausdauernde oder zweijährige Pflanze mit fleischigen, gedrungenen, verzweigten Wurzeln und ausdauernden vegetativen Trieben sowie einem jährlich  seitlich ausgebildeten Blütenstand. Die gegenständig oder wechselständig angeordneten dunkelgrünen Laubblätter sind flach. Junge Laubblätter sind an ihrem Rand gewellt. Ihre Epidermis enthält keine Blasenzellen.
Die Blüten erscheinen zu zweit bis fünft in Zymen. Sie besitzen fünf Kelchblätter und weiße Kronblätter. Das Nektarium bildet einen flachen Ring. Die Blütezeit reicht vom Frühling bis zum Sommer.
Die Klappen der xerochastischen, fünffächrigen Früchte – selten sind vier bis sieben Fächer vorhanden – öffnen sich nur unvollständig. Die Früchte weisen Durchmesser von 1,6 bis 2,4 Zentimeter auf und enthalten nierenförmige, abgeflachte Samen von 1,8 bis 2,2 Millimeter Länge. Die schwarze Samenschale ist mit niedrigen Papillen besetzt.

## Systematik und Verbreitung
Skiatophytum tripolium ist in Südafrika in den westlichen Distrikten der Provinz Westkap verbreitet. Sie wächst in humushaltigen Sand an den unteren Abhängen der Berge in Höhenlagen von unter 250 Meter, in Gebieten mit Winterniederschlagsmengen von 400 bis 1000 Millimeter jährlich.
Die Erstbeschreibung der Art als Mesembryanthemum tripolium durch Carl von Linné wurde 1753 veröffentlicht. Harriet Margaret Louisa Bolus stellte diese Art 1927 als einzige Art in die von ihr neu aufgestellte Gattung Skiatophytum.
Ein Synonym der Gattung ist die von Nicholas Edward Brown 1928 aufgestellte Gattung Gymnopoma sowie deren einzige Art Gymnopoma tripolium. Ein weiteres Synonym für die Art ist Mesembryanthemum expansum Thunb. (1800, nom. illeg.).

## Nachweise

## Weiterführende Literatur
- H. D. Ihlenfeldt, M. Gerbaulet: Untersuchungen zum Merkmalsbestand und zur Taxonomie der Gattungen Apatesia N.E.Br., Carpanthea N.E.Br., Conicosia N.E.Br., Herrea Schwantes und Hymenogyne Haw. (Mesembryanthemaceae Fenzl.). In:  Botanische Jahrbücher für Systematik. Band 111, Nummer 4, 1990, S. 457–498.
- Otto A. Leistner: Skiatophytum L.Bol.: 'n morfologies- taksomomiese studie. In: South African Journal of Botany. Band 24, 1958, S. 89–102.